# شارلوته كورتيس
شارلوته كورتيس (بالإنجليزية: Charlotte Curtis)‏ هي صحفية أمريكية، ولدت في 19 ديسمبر 1928 في شيكاغو في الولايات المتحدة، وتوفيت في 14 ديسمبر 1987 بسبب سرطان.